# Hypoleria meridana
Hypoleria meridana är en fjärilsart som beskrevs av Fox 1948. Hypoleria meridana ingår i släktet Hypoleria och familjen praktfjärilar. Inga underarter finns listade i Catalogue of Life.